# Maronites
- Liban
- + 1,000,000
- + 100,000
- + 10,000
- + 1,000

Les maronites sont des chrétiens catholiques orientaux dont le nom vient de saint Maron, patriarche d'Antioche et ermite à Barad (en), en Syrie, où les premières communautés maronites se sont formées au début du Ve siècle. De nos jours les maronites forment la plus nombreuse Église catholique et confession chrétienne du Liban, et ainsi la plus nombreuse communauté catholique du Proche-Orient. Ils sont en pleine communion avec la théologie catholique et dans l'obédience du Saint-Siège, c'est-à-dire du pape, évêque de Rome ; pour le droit canon, ils ont conservé la liturgie chrétienne orientale créée par saint Maron au Ve siècle et des traditions de l'église du premier millénaire, comme celle d'ordonner des hommes mariés (au Liban, la moitié des prêtres maronites le sont).  
C'est au Liban que siège l'Église maronite. Les maronites occupent une place importante dans l'histoire, la politique et l'économie du Liban. Une importante diaspora maronite s'est développée au cours du XXe siècle et des communautés maronites existent ainsi en Syrie, à Chypre, en Grèce, en Turquie, en France, au Brésil et aux États-Unis.

## Histoire

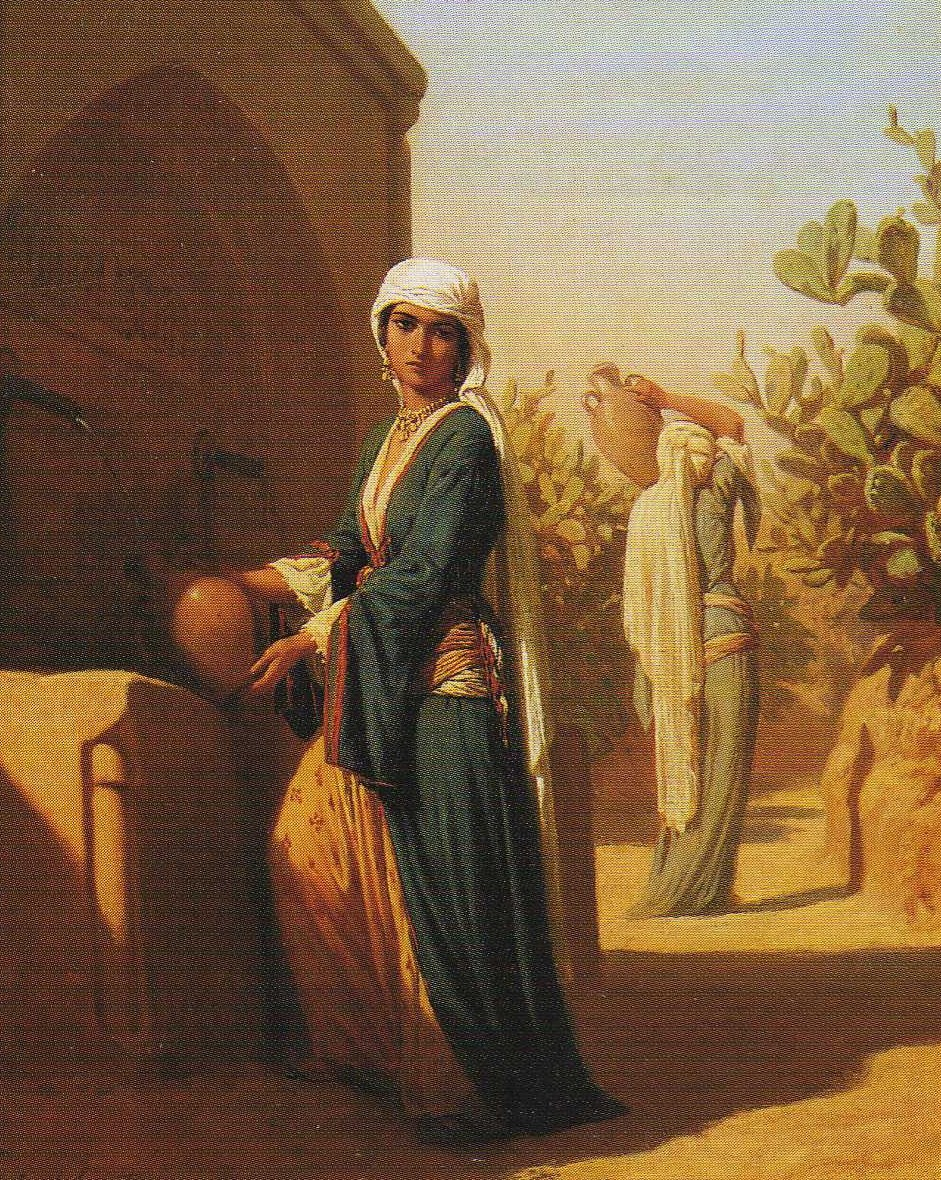
Femmes maronites à la fontaine (1863), par Émile Vernet-Lecomte.

Selon la tradition, les maronites, réfugiés dans les montagnes libanaises après les conquêtes musulmanes des IXe et Xe siècles, seraient d'abord restés dans la Pentarchie, devenue « Quadrarchie » par la séparation des Églises d'Orient et d'Occident en 1054. Aux XIe et XIIe siècles, durant les premières croisades, ils auraient combattu pour la prise de Jérusalem et seraient entrés en 1182 en communion avec l'Église catholique (qui les avait reconnus dès 687 par le pape Serge I, lui-même maronite). Ainsi devenus les protégés des États latins d'Orient, les maronites passent alors en bloc de l'obédience du patriarche d'Antioche à celle du Pape.
Sous l'Empire ottoman, ils sont reconnus comme « nation » et, par un barat spécifique, sont protégés par les souverains français (et ultérieurement de la république et de l'Église de France. À la création par la France du Grand Liban en 1920, ils se trouvent en position dominante dans le périmètre et les institutions de ce nouvel État.
En 1832–1833, l'historien Alphonse de Lamartine avançait que les Maronites, avec les Druzes et les Métualis formaient la principale population du Liban,. Selon l'abbé Pierre Azaïs, la population maronite s'élevait en 1858 à 250 000 personnes. 
Les premiers grands mouvements d'émigration vers l'Amérique (du Nord et du Sud) ont lieu pendant la famine qui frappe la région à partir de 1916, à la suite de l'afflux de réfugiés arméniens démunis et du blocus maritime des Alliés contre ottoman durant la Première Guerre mondiale. 
On estime au XXIe siècle à plus de dix millions les Brésiliens d'origine maronite, sans compter les diasporas de Chypre, des États-Unis, de France, d'Argentine, du Venezuela, du Mexique, , etc., soit un ensemble beaucoup plus nombreux que le million de maronites vivant au Liban. Mais cette diaspora est très peu liée à sa patrie d'origine. Très occidentalisés, les maronites de la troisième génération sont parfaitement intégrés à leurs pays d'accueil.
Au Liban, les maronites perdent certaines de leurs prérogatives et autres avantages politiques, comme conséquence de la guerre civile de 1975-1990, mais gardent la présidence de la République, qui perd certains de ses pouvoirs face aux sunnites par suite de l'accord de Taëf, (C'est un traité inter-libanais, signé le 22 octobre 1989, par les députés libanais, élus en 1972, réunis à Taëf en Arabie saoudite, destiné à mettre fin à la guerre civile libanaise). Le général en chef de l'armée libanaise doit également être maronite.

## Liban

### Politique
Le poste de président de la République libanaise est occupé par un maronite depuis l'indépendance du pays en 1943. Les postes du général en chef de l'Armée libanaise et du gouverneur de la Banque Nationale Libanaise sont également occupés par des maronites.
Au parlement libanais, les maronites disposent de 34 sièges réservés sur 128, soit plus de la moitié des 64 sièges réservés aux chrétiens. Les maronites sont également la communauté la plus représentée au parlement.

## Diaspora

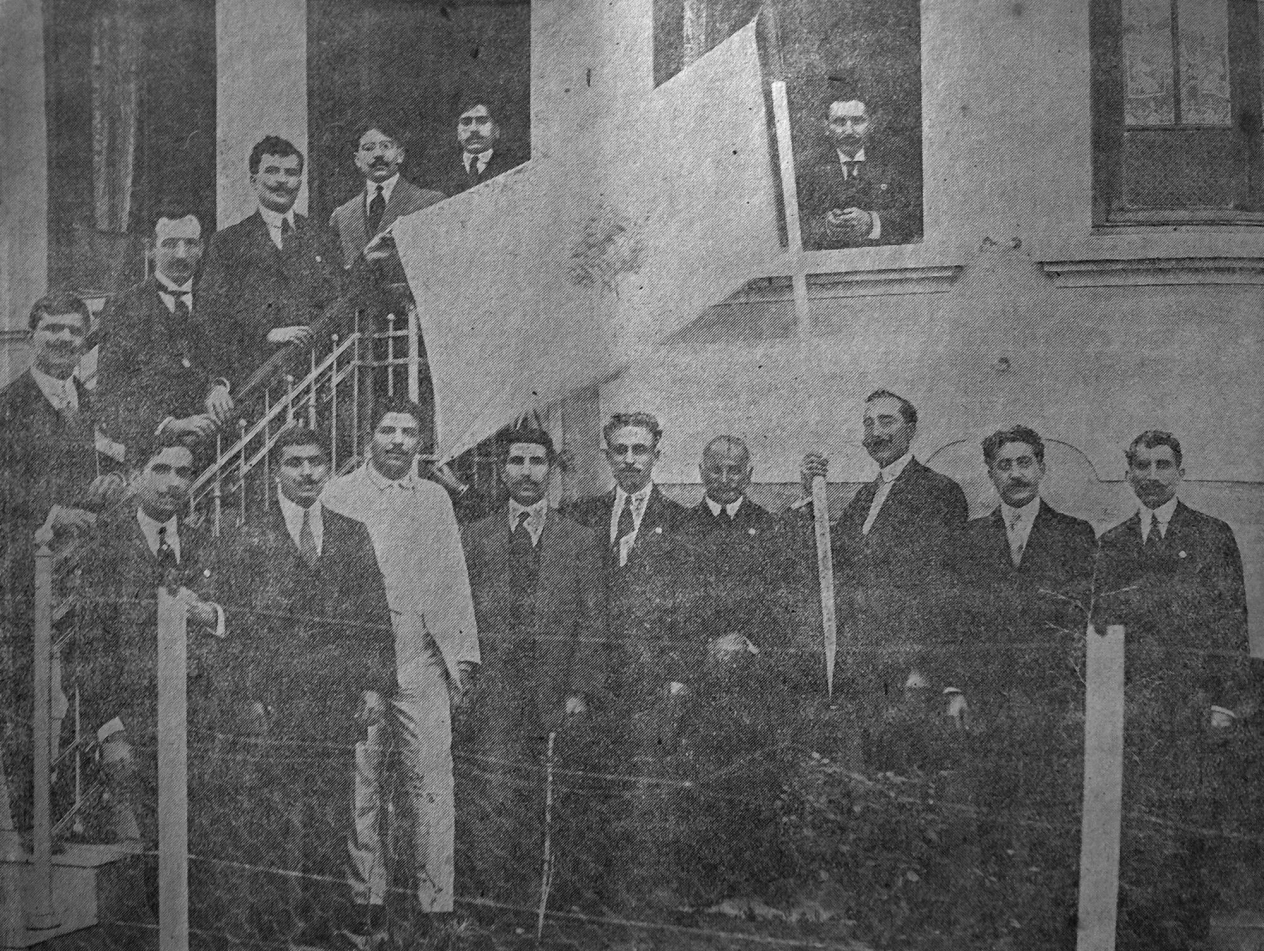
Photographie du Comité exécutif de la Ligue libanaise pour le progrès à São Paulo en 1914.

Vers les années 1970, les chrétiens du Liban étaient majoritaires avec environ 57 % de la population. Aujourd'hui, le Liban comporte environ 35 % de chrétiens, dont environ 20 % de maronites, la guerre du Liban, entre 1975 et 1990, ayant eu comme conséquence un exode massif des chrétiens, en particulier maronites, hors des frontières libanaises. Aujourd'hui, 80 % des Libanais résidant à l’étranger sont des chrétiens (à 70 % maronites), les 20 % restants sont des musulmans, en majorité chiites.
Les Libanais sont géographiquement très dispersés : les exilés maronites se trouvent en majorité en Afrique et en Australie et, bien que ces deux continents comptent un nombre non négligeable d'exilés maronites, ces derniers résident en majorité en Europe (1 million), en Amérique du Sud (7 millions), au Canada (1,5 million) et aux États-Unis (1,5 million). La diaspora libanaise maronite est globalement composée d'environ 10 millions d'individus, voire légèrement plus, sur un total de 12 millions de Libanais (ou d'individus d'origine libanaise) à l'étranger. En France, les Libanais sont en général des maronites ; en effet, sur 32 000 Libanais vivant en France, 27 850 environ sont chrétiens et majoritairement des maronites.[réf. nécessaire]